# Геометрия треугольника

Теорема Морлея: точки пересечения смежных трисектрис углов произвольного треугольника являются вершинами правильного (равностороннего) треугольника. Это одно из свойств треугольника открытых в XX веке.

Геоме́трия треуго́льника — раздел планиметрии, изучающий свойства треугольника и связанные с ним объекты — центры, прямые и так далее.

## История
Геометрия треугольника — одна из древнейших областей планиметрии. Наиболее активно развивалась в древней Греции и с середины 18-го до середины 20-го века.
В конце 20-го века развитие компьютеров дало возможность продолжить систематическое изучение геометрических структур, возникающих в треугольнике, и их свойств.
Наряду с этим, заметный прогресс в развитии данной области стал возможен благодаря экспериментальным исследованиям с использованием приближённых вычислений, подтверждаемых методами вычислительной алгебры.

## Некоторые общие теоремы
- Теорема Чевы о пересечении трёх прямых в одной точке.
- Теорема Менелая о нахождении трёх точек на одной прямой.
- Теорема Стюарта о длине секущей, проведенной через вершину.